# کینوکو تانیدا
کینوکو تانیدا (انگلیسی: Kinuko Tanida؛ زادهٔ ۱۸ سپتامبر ۱۹۳۹) بازیکن والیبال اهل ژاپن است.